# Coenagrion caerulescens
Coenagrion caerulescens е вид водно конче от семейство Coenagrionidae. Видът не е застрашен от изчезване.

## Разпространение
Разпространен е в Алжир, Испания, Италия (Сардиния и Сицилия), Мароко, Португалия, Тунис и Франция (Корсика).

## Описание
Популацията на вида е намаляваща.